# Larix eurokurilensis
Larix eurokurilensis là một loài thực vật hạt trần trong họ Pinaceae. Loài này được Rohmeder & Dimpflm. mô tả khoa học đầu tiên năm 1952.